# Andrzej Władysław Stachura
Andrzej Władysław Stachura (ur. 1 grudnia 1868 w Bobrku, zm. w 1919 w Gródku Jagiellońskim) – polski franciszkanin, pustelnik

## Życiorys
Do zakonu franciszkanów wstąpił w 1904 roku, przybierając zakonne imię Władysław. Wówczas to przybył w Pieniny i - zamieszkawszy w grocie św. Kingi - rozpoczął budowę pustelni. W pracach pomagali mu szwagrowie: Wawrzyniec Kielaska i Franciszek Sulik. Po zakończeniu budowy, ok. 1905 roku zamieszkał w pustelni. Zajmował się modlitwą, czytaniem książek religijnych oraz ziołolecznictwem. Jak na pustelnika przystało - sypiał w trumnie. Odwiedzających go turystów częstował wodą ze źródła, a w chłodne dni - herbatą. Codziennie schodził również na mszę do Krościenka nad Dunajcem.

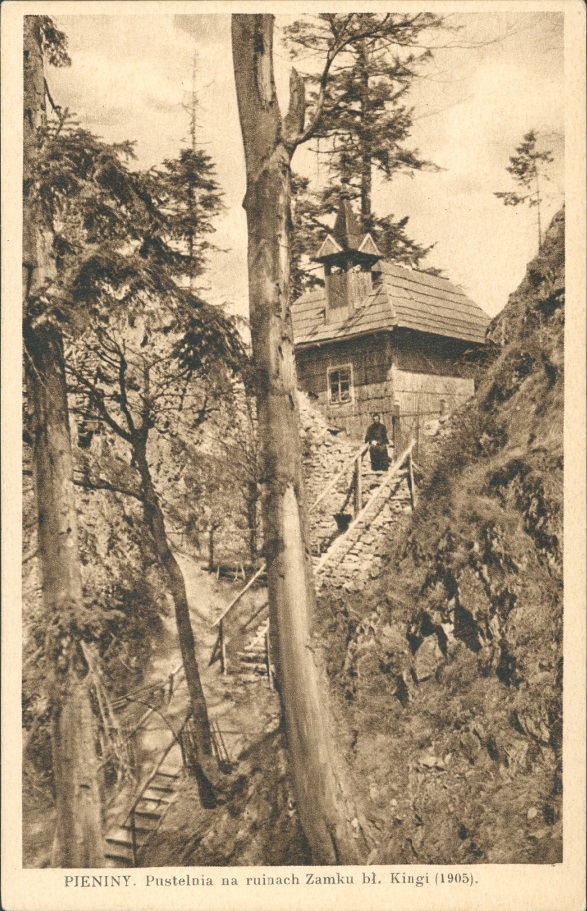
Andrzej Władysław Stachura na tle pustelni pienińskiej (najprawdopodobniej 1905 rok)

W 1914 roku został przyjęty do klasztoru w Krakowie jako tercjarz wieczysty pustelnik. Natomiast w sierpniu 1915 roku został aresztowany przez żandarmerię austriacką pod zarzutem szpiegostwa (choć prawdziwym powodem aresztowania mogło być uchylanie się od służby wojskowej). Uniewinniony w wyniku procesu, nie wrócił już do pustelni. Został wcielony do armii austro-węgierskiej, w której szeregu walczył do końca I wojny światowej. Po zakończeniu walk wstąpił do reformatów. Zginął podczas wojny polsko-ukraińskiej, w czasie ataku Ukraińców na klasztor w Gródku.